# Eperfafélék

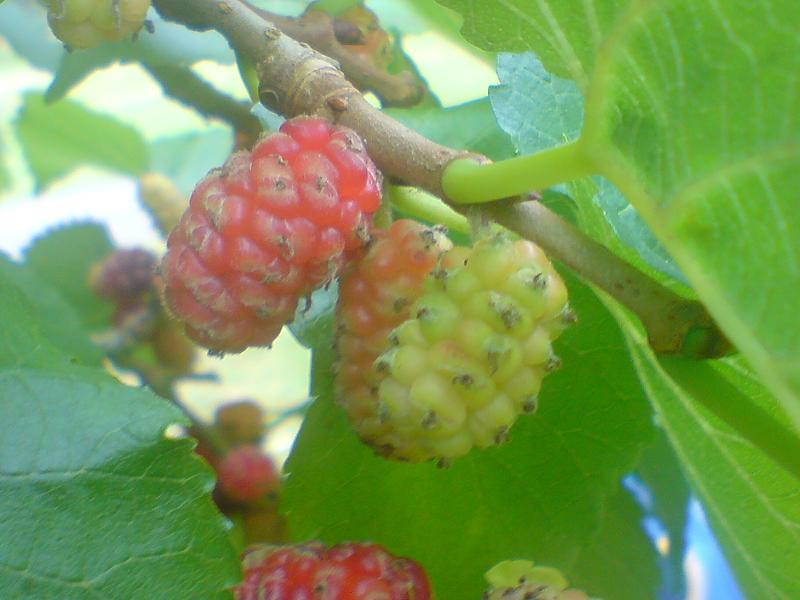
Eperfa (Morus nigra) termése. A képen még éretlen gyümölcsök vannak.

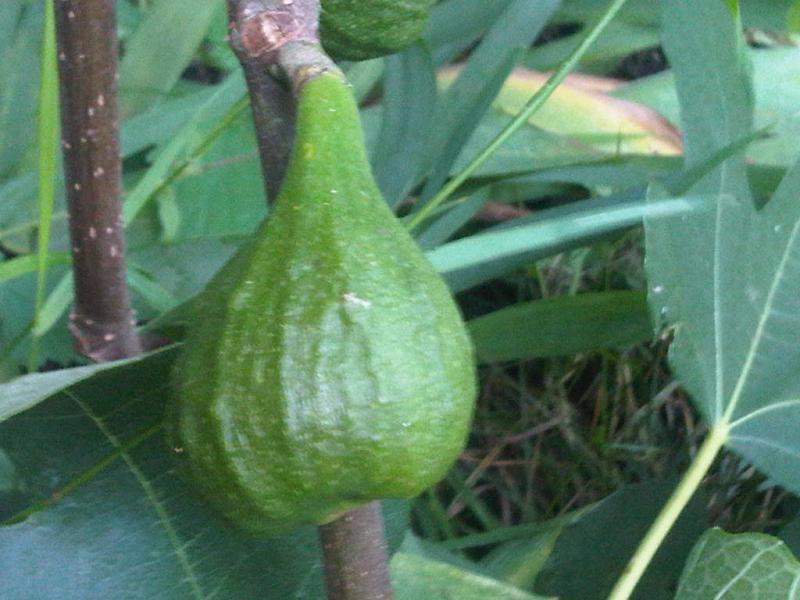
A közönséges füge (Ficus carica) éretlen termése.

Az eperfafélék (Moraceae) a rózsavirágúak (Rosales) rendjének egy családja.
Az eperfafélék lenyomatai a legújabb felfedezések szerint már a kréta időszaktól ismeretesek.

## Elterjedésük
Mintegy 1500 fajuk főként trópusi és szubtrópusi területeken terjedt el; a mérsékelt övbe csak kevés taxon hatol be.

## Megjelenésük, felépítésük
Közös sajátosságuk, hogy a parenchima alapszövetek tejjárataiban fehér színű tejnedvet halmoznak fel. Azon kevés növénycsalád (rajtuk kívül még kenderfélék, csalánfélék, szilfafélék, érdeslevelűek) közé tartoznak, amelyek tagjai bőrszövetük e célra megnagyobbodott sejtjeiben, az idioblasztokban cisztolitokat halmoznak fel.
Leveleik egyszerűek, pálhásak, általában szórtak és ép szélűek, olykor azonban tagoltak. A füge (Ficus) nemzetség fajainak nagy levele gyakran karéjos, sőt szeldelt is lehet.
Sugaras szimmetriájú virágaik kicsik, egyivarúak, többnyire egylakiak, de olykor a kétlakiság is megjelenik. A virág takarórendszere egyszerű: csészeszerű lepel vagy teljesen hiányzik. A családra jellemzők az érdekes virágzatok és terméságazatok. A termés aszmag vagy csonthéjas, de bonyolult terméságazat is lehet.

## Életmód
A családban sokféle életformájú növény előfordul: hatalmas támasztógyökeres óriásfák, közismert fák és cserjék, félcserjék és liánok. A szent fügefa (Ficus religiosa) esőerdei óriásfákon epifitonként kezdi életét, léggyökereket ereszt a földbe, majd megvastagodva megfojtja a gazdanövényt, és önállóan folytatja életét. A legenda szerint Buddha egy ilyen fügefa alatt világosodott meg – innen a neve.

## Felhasználásuk
A fehér eperfát (Morus alba) sokáig a selyemhernyók táplálására ültették. Magyarországra Kínából  telepítették be, termését fogyasztják. Régebben az alföldi tanyák és szőlők tipikus fája volt.
Ismert és kedvelt gyümölcsöt terem a közönséges füge (Ficus carica) is. Ez a mediterrán területeken elterjedt cserje vagy kisebb fa nálunk életfeltételeinek határán él. Hazánkban is ültetik a papíreperfát (Broussonetia papyrifera) és a narancseperfát (Maclura pomifera).
Számos fikuszfaj (Ficus elastica, Ficus benjamina stb.) kedvelt szobai dísznövény.
Trópusokon termesztett haszonnövény az ehető termésű kenyérfa (Artocarpus altilis).
Az egyiptomi múmiák koporsóit a szikomorfa (Ficus sycomorus) fájából készítették.

## Rendszerezésük
Az eperfafélék 5 nemzetségcsoportra oszthatók: Artocarpeae, Moreae, Dorstenieae, Ficeae és Castilleae. Ezek a nemzetségcsoportok a nagy, morfológiailag sokrétű  és földrajzilag is széttagolt Moreae kivételével monofiletikusak. A csoportok molekuláris analízise alapján a Moraceae valószínűleg 73-110 millió évvel ezelőtt (mya) divergált. Az eperfafélék filogenetikai-molekuláris elemzése arra is utal, hogy ellentétben azzal a hagyományos elképzeléssel, amely szerint a kétlakiság fejlődött ki az egylakiságból, a Moraceae családban a kétlakiság a primitív állapot, amiből az egylakiság (legfeljebb) négy különböző alkalommal kifejlődött.

### Nemzetségcsoportok  és nemzetségek
- Artocarpeae:
  - kenyérfa (Artocarpus),
  - Batocarpus,
  - Clarisia,
  - Hullettia,
  - Parartocarpus,
  - Prainea,
  - Treculia;
- Castilleae
  - Antiaris,
  - Antiaropsis,
  - Castilla,
  - Helicostylis,
  - Maquira,
  - Mesogyne,
  - Naucleopsis,
  - Perebea,
  - Poulsenia,
  - Pseudolmedia,
  - Sparattosyce;
- Dorstenieae
  - Bosqueiopsis,
  - kenyérdiófa (Brosimum),
  - Dorstenia,
  - Helianthostylis,
  - Scyphosyce,
  - Trilepisium,
  - Trymatococcus,
  - Utsetela;
- Ficeae egyetlen nemzetséggel:
  - füge (Ficus);
- Moreae
  - Bagassa,
  - Bleekrodea,
  - papíreperfa (Broussonetia),
  - Fatoua,
  - Maclura,
  - Milicia,
  - eperfa (Morus),
  - Sorocea,
  - Streblus,
  - Trophis.